# Frédéric Castaing
Pour les articles homonymes, voir Castaing.
 (mai 2020).
Frédéric Castaing, né en 1944 dans le Tarn, est un paléographe, libraire et romancier français.

## Biographie
Petit-fils de la décoratrice Madeleine Castaing et fils du paléographe Michel Castaing qui fut également maire de Lèves. Frédéric Castaing suit ses études au lycée de Chartres puis à la Sorbonne. Professeur d'histoire au lycée Henri-IV, il se spécialise dans les autographes et les documents historiques, en particulier dans les signatures autographes ; il en publiera un recueil sous le titre Signatures. Il est notamment expert en manuscrits du XVIIIe siècle. Membre de la Commission consultative des trésors nationaux, il a présidé de 2004 à 2009 le Syndicat national de la librairie ancienne et moderne (SLAM), dont il est président d'honneur depuis décembre 2012.
Depuis 2015 (réélu en 2018) il est Président de la Compagnie nationale des experts (CNE). Il est officier des Arts et Lettres. 
Écrivain, il a publié cinq romans, dont deux romans policiers.

## Publications
- J'épouserai plutôt la mort, Gallimard, coll. « Série noire », 1994
- Ça va ? – Ça va, Gallimard, coll. « Série noire », 1996
- Signatures, Atout Éditions, 1998
- Orphée 2000, Atout Éditions, 1999
- Rouge cendres, Ramsay, 2005
- Siècle d'enfer, Au Diable Vauvert, 2009